# An-Numan III Abu Kabus

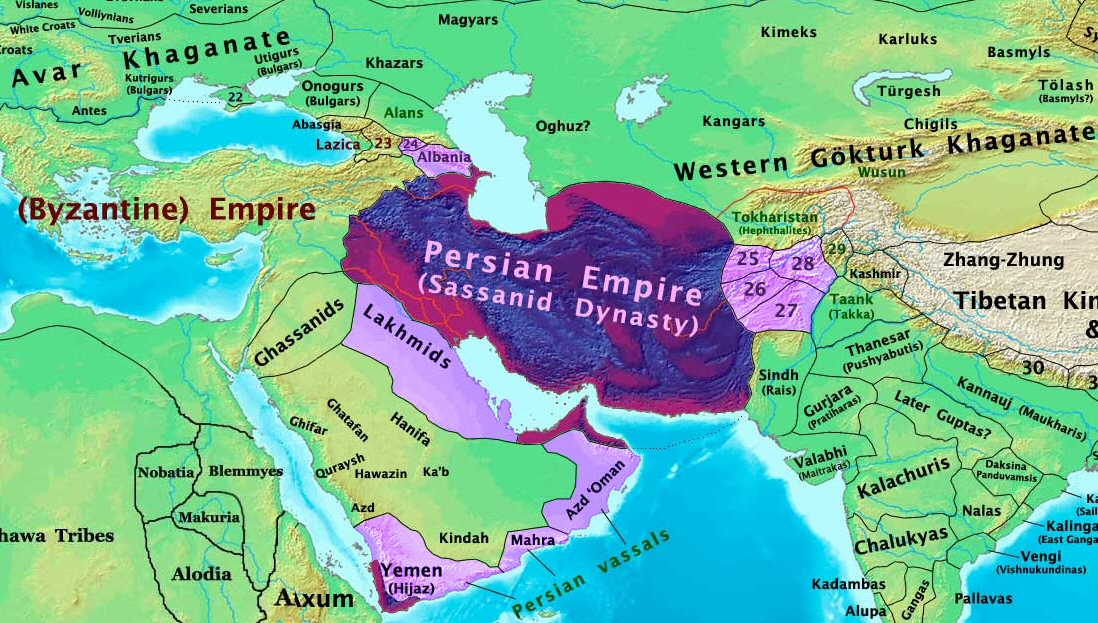
Persja - rok 600

An-Numan III Abu Kabus (ok. 580-602), ostatni król Lachmidów rezydujący w Al-Hira, chrześcijanin.